# Montenegrinische Beachhandball-Nationalmannschaft der Juniorinnen
Die montenegrinische Beachhandball-Nationalmannschaft der Juniorinnen repräsentiert den nationalen Handballverband Montenegros auf internationaler Ebene bei Länderspielen im Beachhandball als Auswahlmannschaft gegen Mannschaften anderer nationaler Verbände.
Die U-Nationalteams fungieren als Unterbau der A-Nationalmannschaft. Das männliche Pendant ist die montenegrinische Beachhandball-Nationalmannschaft der Junioren.

## Geschichte
Die Beachhandball-Nachwuchs-Nationalmannschaft Montenegros trat bislang nur einmal bei einer internationalen Meisterschaft an. Unter der Leitung der früheren Hallen-Nationalspielerin Suzana Lazović und Milorad Despotovičs trat das Team bei den Junioren-Europameisterschaften 2018 der Altersklasse U-18 im heimischen Ulcinj an. Die Mannschaft verlor vor heimischem Publikum all ihre sieben Spiele in der Vor-, Trost- und Platzierungsrunde und belegte am Ende den 17. und letzten Platz. Dabei wurden alle Spiele in zwei Sätzen zum Teil deutlich verloren. Einzig im Auftaktspiel gegen Litauen gewann die Mannschaft nach einer deutlichen Niederlage im ersten Satz knapp den zweiten Satz und erreichte damit den Shootout.

## Teilnahmen
| Olympische Jugendspiele - 2018 (U 18): keine Teilnahme - 2026 (U 18): Junioren-Weltmeisterschaften - 2017 (U 17): nicht qualifiziert - 2022 (U 18): nicht qualifiziert | Europameisterschaften - 2008 (U 18): keine Teilnahme - 2011 (U 19): keine Teilnahme - 2012 (U 18): keine Teilnahme - 2013 (U 19): keine Teilnahme - 2014 (U 18): keine Teilnahme - 2015 (U 19): keine Teilnahme - 2016 (U 16): keine Teilnahme - 2017 (U 17): keine Teilnahme - 2018 (U 18): 17. - 2019 (U 17): keine Teilnahme - 2020 (U 16): ausgefallen - 2021 (U 17): keine Teilnahme - 2022 (U 16): keine Teilnahme - 2023 (U 17): keine Teilnahme - 2024 (U 16): |

- JEM 2018 (U 18): Ana Radović • Aleksandra Đurić • Ksenija Džaferović • Tina Hetemi • Andrijana Ivanović • Vanja Kovačević • Mina Mandić • Teodora Petković • Ivana Raičković  • Milica Stamativić • Jovana Terzić[2]

## Trainer
- 2018: Suzana Lazović und Milorad Despotovič